# Caroline de Maupeou
Caroline de Maupeou née Koechlin est une artiste peintre française née le 31 décembre 1836 à Mulhouse et morte le 29 septembre 1915 à Paris. 

## Biographie
Caroline Koechlin épouse, à Mulhouse, le 15 février 1855, le comte René de Maupeou.
Elle est l'élève des peintres Léon Bonnat et Charles Chaplin et expose ses œuvres à Paris au Salon des artistes français de 1878 à 1889. Sa peinture Une fille de Bohême a été publiée dans le livre Women Painters of the World en 1905.

Œuvres de Caroline de Maupeou
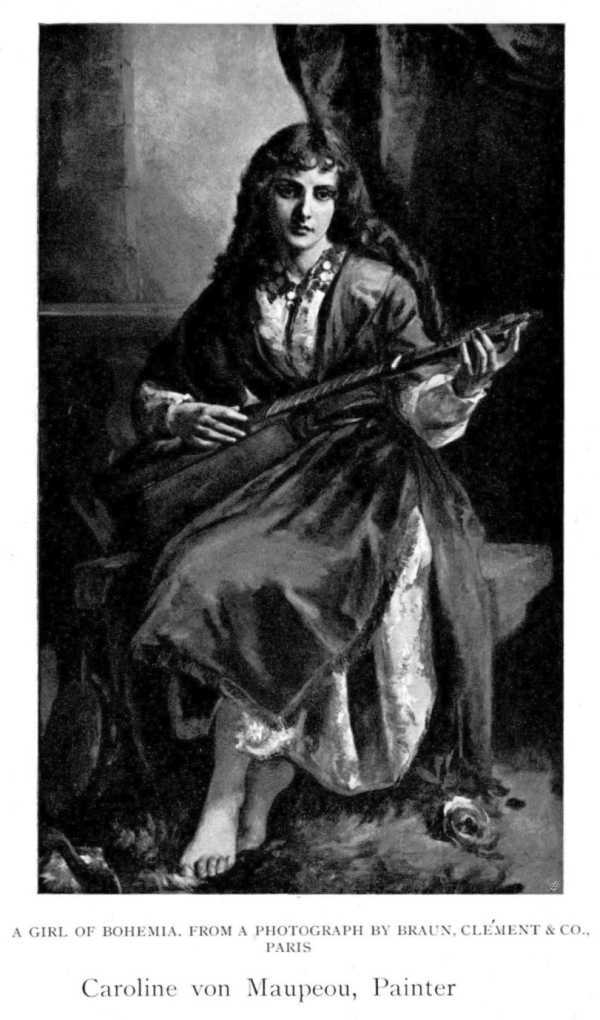
Une fille de Bohême, huile sur toile, localisation inconnue.
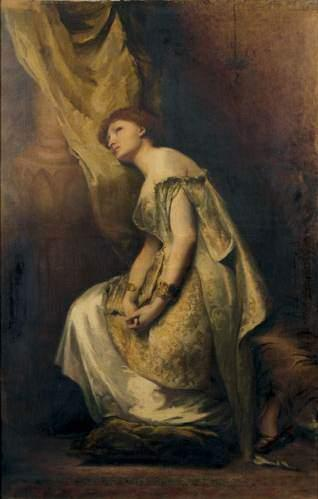
Rêverie, huile sur toile, localisation inconnue.
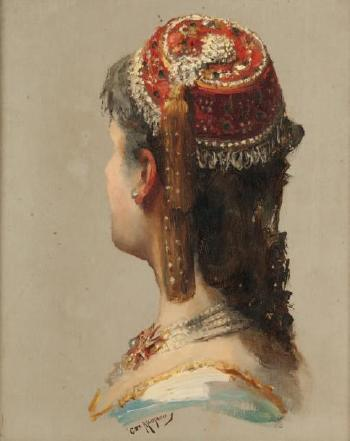
Portrait d'une femme avec un chapeau oriental, huile sur bois, localisation inconnue.